# 4145 Maximova
4145 Maximova (1981 SJ7) là một tiểu hành tinh vành đai chính được phát hiện ngày 29 tháng 9 năm 1981 bởi L. V. Zhuravleva ở Nauchnyj.